# Eos Chasma
Eos Chasma é um chasma na parte sul do sistema de cânions Valles Marineris, em Marte.

O terreno ocidental de Eos Chasma é composto principalmente de depósitos vulcânicos ou material erodido pelo vento. A parte oriental de Eos chasma possui uma grande área de fileiras alinhadas formando uma corrente e estrias longitudinais. Especula-se que este seja um depósito de platô esculpido pelas correntezas e material transportado e depositado por fluido corrente. Ganges Chasma é uma extensão de Eos Chasma. A MRO descobriu sulfato e óxido de ferro em Eos Chasma. 
De acordo com uma análise de Vicky Hamilton da Universidade do Havaí, Eos Chasma pode ser a região de origem do meteorito ALH84001, o qual alguns acreditam conter evidências de antiga vida em Marte.
No entanto, a análise não foi conclusiva, em parte porque ela se limitou a partes de Marte não cobertas pela poeira.

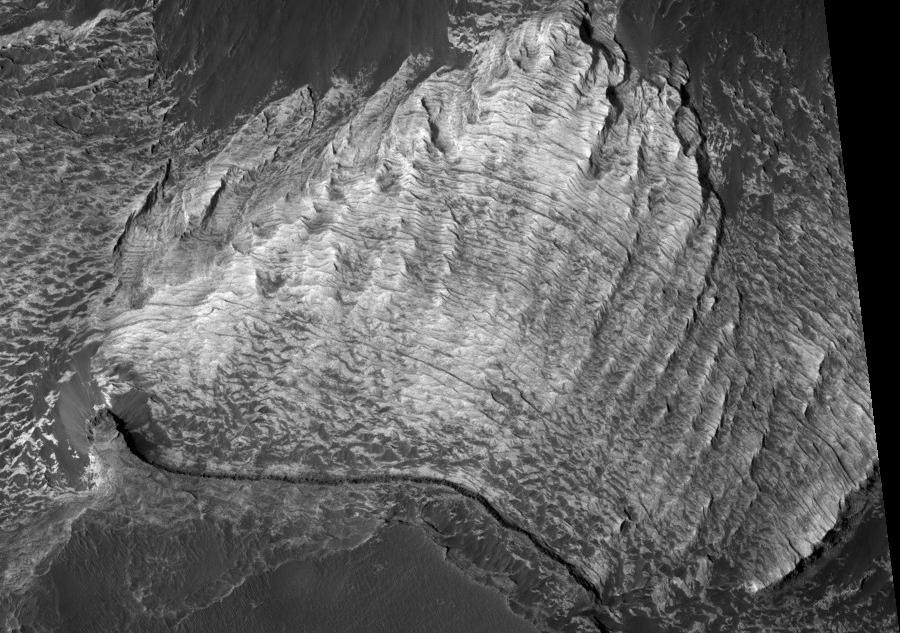
Eos Chaos--se situa na borda sul de Eos Chasma, visto pela HiRISE.  Para visualisar as camadas, clique na imagem.